# رایموند هارمستورف
رایموند هارمستورف (آلمانی: Raimund Harmstorf؛ ‏ ۷ اکتبر ۱۹۳۹ – ۳ مهٔ ۱۹۹۸) بازیگر اهل آلمان بود.
از فیلم‌ها و مجموعه‌های تلویزیونی‌ای که وی در آن نقش داشته است، می‌توان به بازگشت سپیددندان، آن قطار زرهی لعنتی، آوای وحش، به من میگن بولدوزر، کلانتر و بچه فضایی، کالیفرنیا، سپیددندان، یک نابغه، دو شریک و یک ساده‌دل و میشل استروگف اشاره کرد.